# Prairie d'herbes courtes

Étendue des prairies d'herbes courtes en relation avec les Grandes Plaines aux États-Unis.
Prairie d'herbes courtes
Prairie d'herbes mixtes
Prairie d'herbes hautes

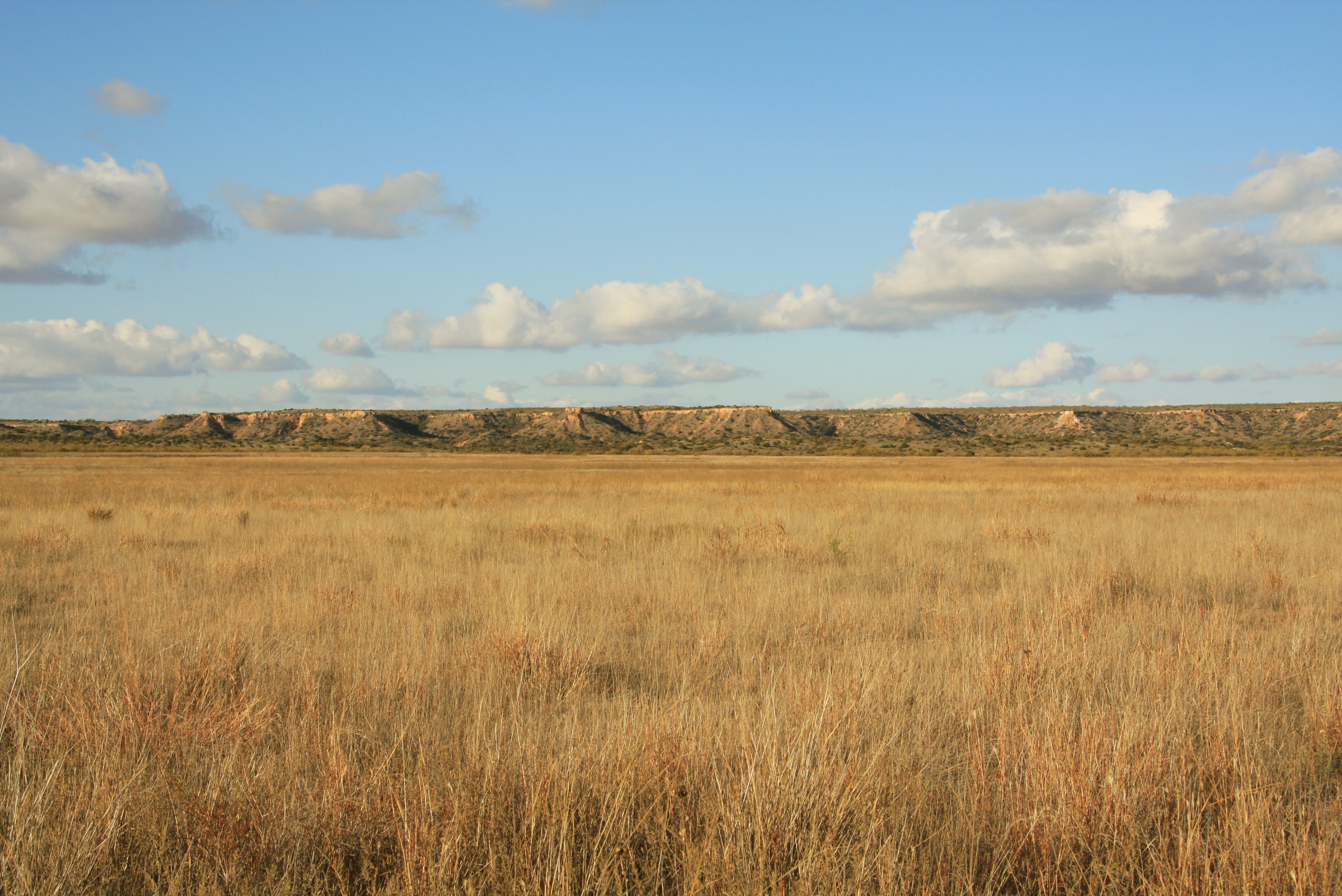
Prairie d'herbes courtes de Llano Estacado.

La prairie d'herbes courtes est un écosystème situé dans les Grandes Plaines d'Amérique du Nord.
La prairie englobe tous les territoires qui s'étendent vers l'ouest jusqu'au piémont des Montagnes Rocheuses, vers l'est jusqu'au Nebraska et vers le nord jusqu'au Saskatchewan. La prairie s'étend en partie dans l'Alberta, le Wyoming, le Montana, le Dakota du Nord, le Dakota du Sud et le Kansas, et traverse au sud les Hautes Plaines du Colorado, de l'Oklahoma, du Texas et du Nouveau-Mexique.
La prairie était autrefois maintenue par la pression de pâturage exercée par le bison d'Amérique, qui est l'espèce clé. Les deux graminées les plus dominantes dans la prairie d'herbes courtes sont le Bouteloua gracilis (boutelou gracieux) et le Bouteloua dactyloides (herbe aux bisons), et  les deux graminées moins dominantes Tridens flavus (trident jaune) et  Bouteloua curtipendula (pied de dindon). En raison du climat semi-aride, la prairie d'herbes courtes reçoit en moyenne moins de précipitations que celle des prairies d'herbes hautes et mixtes plus à l'est.

## Histoire
La prairie d'herbes courtes a une longue histoire humaine. Les peuples Kiowas, Comanches et Arapahos ont occupé ce territoire, chassant le bison et l'antilope. Chaque saison, ces tribus organisaient des chasses dans les montagnes voisines telles que les Montagnes Rocheuses. Pour gérer la prairie, ces tribus et leurs prédécesseurs ont probablement utilisé le feu. Ils créaient des coupe-feux, espace vides de végétation ou d'autres matériaux combustibles qui servaient de barrière pour ralentir ou arrêter la progression du feu. Un coupe-feu peut se créer naturellement dans des espaces dépourvus de végétation ou d'autres combustibles, tels qu'une rivière, un lac ou un canyon autour de leurs campements. Ces coupe-feux poussaient également les gros herbivores vers des  parcelles de végétation renouvelée.
Les explorateurs européens, les trappeurs et les marchands de fourrures ont commencé à s'installer dans la prairie d'herbes courtes. Ils ont développé une économie extractive qui a conduit par la suite à la croissance et à l'industrialisation de la prairie. Au milieu et à la fin du XIXe siècle, le chemin de fer a développé les circuits de transport, contribuant à accroître le peuplement, principalement dans les villes rurales et les petites villes. Avec l'installation de nouveaux immigrants dans la prairie, l'élevage à grande échelle de bovins et d'ovins a également prospéré. Cela a conduit plus tard au développement des communautés minières pour l'extraction de l'or, de l'argent et du cuivre.

### Dust Bowl
Dans les années 1920, El Niño a joué un grand rôle dans la réussite de l'agriculture dans les plaines à herbes courtes. El Niño a provoqué une augmentation des précipitations dans toute la prairie, favorisant la croissance des plantes. Le succès a encouragé les agriculteurs à acheter des équipements agricoles plus efficaces. Avec le nouvel équipement, les agriculteurs ont retourné la terre, exposant le sol à l'érosion. Vers les années 1930, il était déjà trop tard pour protéger le sol avec de l'herbe. Le sol non protégé, exposé au vent qui créé  des tempêtes de poussière, a contribué au phénomène du Dust Bowl.

## Climat
La prairie d'herbes courtes est une longue et mince étendue de territoire qui s'étend du nord au sud du pays. De ce fait, le climat varie du nord au sud, mais est essentiellement le même d'est en ouest. La température dans le nord est significativement plus basse en moyenne que dans le sud. En outre, il y a plus de précipitations au sud, et vers l'est. Une distinction intéressante à propos de la prairie d'herbes courtes par rapport aux prairies d'herbes hautes et d'herbes mixtes est la sécheresse pendant un à deux mois d'été, qui n'existe pas dans les deux autres types de prairies. Cela signifie que c'est aussi la prairie la plus sèche des trois.
En outre, cette région subit chaque année un nombre variable de tempêtes de grêle , de blizzard, de tornades et de tempête de poussière

## Population
Il existe deux tendances démographiques importantes dans la région de la prairie d'herbes courtes. La première est que la population commence à diminuer et, du fait que la plupart des personnes se déplacent vers l'ouest, la population de l'ouest tend à augmenter. La deuxième est que la population se concentre dans les  aires métropolitaines, et environ les trois quarts de la population de cette région vivent dans ces métropoles. Aujourd'hui, la population humaine dépend encore principalement de l'agriculture, mais des domaines tels que l'exploration de l'énergie et les  mines ont pris plus d'importance. L'augmentation de la population a affecté négativement l'écosystème de la région et le nombre d'espèces et leur diversité ont diminué.

## Économie

### Production agricole
Une grande partie des prairies centrales des États-Unis sont consacrées à l'agriculture intensive. La prairie d'herbes courtes présente un potentiel économique  considérable, car on estime qu'environ 50 % de la superficie de cette prairie est encore inculte. Les productions végétales y sont importantes et, dans cette prairie spécifique, le blé est la principale plante cultivée. Les autres cultures importantes sont celles du maïs, du soja et du cotonnier.

### Élevage
Les prairies sèches situées dans l'écosystème de la prairie d'herbes courtes conviennent à des exploitations de pâturage extensif. Ce sont généralement des exploitations produisant des veaux, les jeunes animaux étant vendus pour finition dans des parcs d'engraissement. L'économie de cette région dépend fortement de la hauteur des précipitations, des conditions des parcours et d'autres facteurs environnementaux.

## Limites
La prairie d'herbes courtes est située sur le flanc ouest des Grandes Plaines, délimitée à l'ouest par les Rocheuses du Colorado à son ouest et à l'est par la prairie d'herbes mixtes. Il est cependant pratiquement impossible de définir les limites exactes de la prairie. Cela est dû au déplacement des communautés végétales dans le temps et l'espace en raison de la dynamique de la végétation des formations graminéennes. Ainsi, la prairie s'étend jusqu'à la partie orientale des Rocheuses vers l'ouest, jusqu'au Canada vers le nord, jusqu'au Nebraska vers l'est, et jusqu'à des parties du Texas vers le sud. Ce ne sont là que les limites générales de la prairie d'herbes courtes qui est tout entière comprise dans ces limites.

## Conservation
Au Colorado, qui comprend une partie substantielle du biome de la prairie d'herbes courtes, il n'existe aucune protection légale de l'écosystème. Plus de 85 % de la prairie appartient à des propriétaires privés et est consacrée à la culture, en particulier du blé, du maïs irrigué, du soja et de la luzerne.
Alors que la moitié environ de la superficie originelle de la prairie existe toujours, sa conservation à long terme est incertaine. L'expansion urbaine devrait se poursuivre. Le changement climatique a moins d'effet que dans d'autres régions du Colorado en raison d'une moindre augmentation de la température, mais on peut encore s'attendre à ce qu'il affecte le biome.

## Écosystème
La prairie d'herbes courtes était autrefois remplie d'immenses troupeaux de bisons et d' antilopes d'Amérique. La prairie grouillait aussi d'importantes colonies de chiens de prairie, de cerfs et d' élans, et de prédateurs tels que le loup gris et l'ours grizzly. La prairie abrite de bonnes populations de  Bouteloua gracilis, une vaste gamme de passereaux et de rapaces, des tapis d'herbe aux bisons et une grande diversité et abondance de fleurs sauvages et de papillons. C'était un paysage tellement grouillant de vie qu'il a été comparé à la pampa d'Amérique du Sud.
Aujourd'hui, les animaux les plus populaires dans la prairie sont le bétail domestique. La prairie d'herbes courtes est utilisée pour que le pâturage du bétail, en maintenant une densité telle que la pression de pâturage ne nuise pas. Les antilopes d'Amérique et les chiens des prairies sont toujours présents dans la prairie, en moindre nombre cependant.
Les processus écologiques à grande échelle tels que le climat, le feu et le pâturage ont de fortes influences sur ce système. Aujourd'hui, la prairie d'herbes courtes a subi une plus forte destruction biologique de tout autre biome d'Amérique du Nord. Les trois processus centraux qui façonnent historiquement la prairie d'herbes courtes sont l'herbivorie, la sécheresse et le feu. Des facteurs tels que la destruction de l'habitat, l'extermination des herbivores et des prédateurs indigènes, la prolifération des mauvaises herbes nuisibles et la modification du régime des incendies ont eu un impact négatif.

### Flore

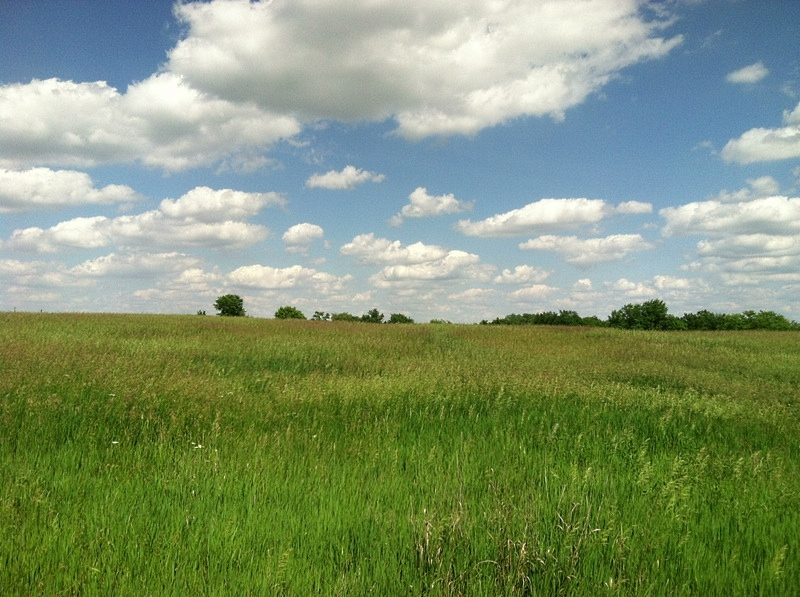
Prairie d'herbes courtes près de Holton (Kansas).

La prairie d'herbes courtes est constituée d'un ensemble de différents types de végétation. Deux des espèces de graminées les plus abondantes sont Bouteloua gracilis, formant des tapis de gazon, et l'herbe aux bisons (buffalo grass). La troisième graminée, qui appartient au genre Hilaria, n'est pas aussi dominante que les deux précédentes. Ces graminées sont des plantes indigènes de la prairie d'herbes courtes et sont par conséquent résistantes à la sécheresse et au broutage. À cause des changements extrêmes du climat dans la prairie d'herbes courtes, peu d'espèces de plantes peuvent y croître. Deux des principaux types de plantes capables de prospérer sont des yuccas et des cactus. Les années à plus fortes précipitations et chutes de neige, certaines plantes peuvent fleurir au printemps mais doivent ensuite lutter pour rester en vie pendant les mois d'été.